# Alsophila (papillon)
Pour les articles homonymes, voir Alsophila.
Genre
Alsophila est un genre d'insectes lépidoptères (papillons) de la famille des Geometridae.

## Liste des espèces
Selon Catalogue of Life (1er mars 2023) :
- Alsophila aceraria (Denis & Schiffermüller, 1775)
- Alsophila aescularia (Denis & Schiffermüller, 1775) — Phalène du marronnier
- Alsophila bulawskii Beljaev, 1996
- Alsophila foedata Inoue
- Alsophila inouei Nakajima, 1989
- Alsophila japonensis (Warren, 1894)
- Alsophila madidata Felder & Rogenhofer, 1875
- Alsophila murinaria Beljaev, 1996
- Alsophila pometaria (Harris, 1841) — Arpenteuse d'automne
- Alsophila vladimiri Viidalepp, 1986
- Alsophila yanagitai Nakajima, 1995

Selon Fauna Europaea (1er mars 2023) :
- Alsophila aceraria (Denis & Schiffermüller, 1775)
- Alsophila aescularia (Denis & Schiffermüller, 1775)